# Abdelhamid Addou
Abdelhamid Addou, né le 26 septembre 1972 à Rabat, est un chef d’entreprise marocain. Depuis 2016, il est PDG de la compagnie aérienne Royal Air Maroc. Il préside également l’Association des compagnies aériennes africaines.

## Biographie

### Enfance et formation
Abdelhamid Addou est né le 26 septembre 1972 à Rabat au Maroc. Il passe son enfance à Rabat et étudie au lycée Descartes.[réf. nécessaire]
En 1997 il sort diplômé en génie civil de l’École Mohammadia d'ingénieurs de Rabat.

### Carrière

#### Débuts
Il commence sa carrière comme responsable régional des ventes chez Procter & Gamble entre 1997 et 2002 avant d’entrer chez Coca-Cola en tant que responsable du marketing.
Il demeure trois ans au sein de la multinationale américaine avant de rejoindre Meditelecom (Orange Maroc) entre 2005 et 2008 comme directeur du pôle entreprise.

#### Tourisme
Entre 2008 et 2013, il est directeur général de l'Office national marocain du tourisme.
Il est recruté par le ministre du tourisme Yassir Zenagui. Par cette fonction, il se retrouve alors administrateur de la RAM.
Il est limogé en 2013 de son poste à l'ONMT par le ministre du tourisme Lahcen Haddad.
En 2013, il est nommé directeur général de Diana Holding, la holding de la famille Zniber.
Il démissionnera au bout d'un an.
De 2014 à 2016 il est directeur général de la Société d’aménagement de la station d’Essaouira et de Mogador.

#### PDG
Le 6 février 2016, Abdelhamid Addou est nommé président-directeur général de Royal Air Maroc (RAM) par Mohammed VI,.
Il est le plus jeune PDG de l’histoire de la compagnie.
En septembre 2019, il dévoile la feuille de route de développement de la compagnie qui met en avant l’importance de la signature d’un contrat-programme entre cette dernière et l’État marocain.
Lors de l'été 2020, la RAM connait de fortes difficultés financières, en raison de la crise du Covid 19 et de tensions internes.
Le PDG de la RAM a été critiqué à la suite d'un conflit social entre l’Association Marocaine des Pilotes de Ligne (AMPL) et la direction de la Royal Air Maroc. En effet cette dernière a informé qu'elle allait licencier 858 salariés dont 180 pilotes ce qui a engendré une réaction des syndicats.
Les pilotes marocains qui se plaignent affirment être chassés sur ordre de Abdelhamid Ababou,.
En octobre 2020, Abdelhamid Addou donne une très longue interview au magazine Tel Quel .

Il déclare notamment : 
Parmi les 858 personnes, il y a aussi du personnel au sol, du personnel technique, des financiers, des marketeurs, des commerciaux, des PNC (personnel navigant commercial) et PNT (personnel navigant technique), des pilotes… Nous avons dû nous séparer des personnes qui sont liées aux 20 avions cloués au sol. Certains se plaignent d’avoir été ciblés. Personne n’a été ciblé, ce n’est pas parce que vous êtes membre d’un bureau d’association que cela vous donne le droit à un emploi à vie.
Il se trouve que dans ce cas de figure, il y a eu un licenciement économique qui a touché toutes les catégories et tous les grades. Malheureusement, il a fallu se séparer de gens qui avaient de l’ancienneté.

Avant même de lancer le plan de restructuration, nous avons proposé d’élaborer ensemble des solutions à même de réduire la masse salariale, avec en premier lieu des réductions salariales pour l’ensemble des employés, solidairement. Ces propositions ont été faites aux partenaires sociaux, aux syndicats, aux délégués du personnel et à l’AMPL, lors de multiples réunions de crise dès le mois d’avril. La plupart des partenaires sociaux étaient en faveur d’ouvrir le débat, sauf l’AMPL, celle-ci s’étant clairement opposée à toute discussion salariale, vu qu’il s’agissait de baisse. Le licenciement économique est une décision qui a été actée par les autorités concernées, notamment la gouverneure de Aïn Chock (à Casablanca, dont dépend la RAM administrativement, ndlr), selon les lois et le Code du travail 
En avril 2022 des dizaines de futurs pilotes de ligne organisent un sit-in devant le siege de Royal Air Maroc à Casablanca. Les stagiaires reprochent à la direction de la compagnie nationale de ne pas avoir tenu ses engagements de recrutement.
Le Ministre du Transport Mohammed Abdeljalil estime que la RAM leur a fait une proposition de recrutement progressive qu'ils ont refusé car les salaires étaient plus bas qu'avant la crise du Covid 19.
Le lundi 12 décembre 2022, Abdelhamid Addou annonce que la RAM offrira 30 vols subventionnés vers le Qatar pour la demi-finale  de la Coupe du Monde de Football . Ces 30 vols sont mis en place en partenariat avec le ministère de l’Éducation nationale et avec la Fédération Royale Marocaine de Football. 7 vols sont cependant annulés.

### Vie privée
Abdelhamid Addou est marié et père de 3 enfants. Ils résident à Casablanca.[réf. nécessaire]